# ۱۳۴۴ (میلادی)
۱۳۴۴ (میلادی) هزار و سیصد و چهل و چهارمین سال تقویم میلادی است.

## درگذشتگان
‎